# Gouvernement de la Géorgie (pays)
Pour les articles homonymes, voir Gouvernement de Géorgie.
Le gouvernement géorgien (en géorgien საქართველოს მთავრობა) est l'organe suprême du pouvoir exécutif en Géorgie, qui met en œuvre les politiques intérieure et extérieure du pays. Il est composé du Premier ministre — le chef du gouvernement — et de ministres. Il est responsable devant le Parlement de Géorgie. Les pouvoirs et responsabilités actuels du gouvernement sont régis par les amendements à la Constitution de la Géorgie adoptés en 2017 et 2018. Le gouvernement en place est celui dirigé par Irakli Garibachvili, en poste depuis le 22 février 2021.

## Histoire
Des gouvernements géorgiens se sont succédé de l'Antiquité au XIXe siècle dans le cadre de royaumes indépendants ou de possession territoriale par l'Empire perse, l'Empire ottoman, l'Empire russe ou la République démocratique fédérative de Transcaucasie. 

### Première république (1918-1921)
Les trois premiers gouvernements de république indépendante (République démocratique de Géorgie) sont formés le 26 mai 1918 et le 24 juillet 1918 par un vote du Conseil national de Géorgie et le 12 mars 1919 par un vote de l'Assemblée constituante de Géorgie : ils sont tour à tour l'organe exécutif suprême des institutions. L'invasion du territoire de la Géorgie par l'Armée rouge en février et mars 1921 met fin à la république indépendante et à l'exercice du pouvoir exécutif par le troisième gouvernement de la république indépendante : avant de partir en exil, l'Assemblée constituante se proclame Parlement le 21 février 1921 et adopte la Constitution dans laquelle le président du gouvernement (président du conseil des ministres) est élu par le Parlement pour un mandat d'une année, reconductible une seule fois. 

### République soviétique (1921-1991)
Le pouvoir exécutif est ensuite repris par le Comité révolutionnaire bolchevique ; un nouvel ordre constitutionnel est établi et le gouvernement est confié le 2 mars 1922 au Conseil des commissaires du peuple de la République socialiste soviétique de Géorgie, responsable devant la législature de la Géorgie soviétique, appelée Conseil suprême après 1937. Dans la constitution de 1978, le Conseil des commissaires du peuple a été renommé Conseil des ministres. 

### République indépendante (après 1991)
À partir de 1991, le gouvernement de la Géorgie est désigné sous le nom de Cabinet des ministres de la République de Géorgie : il est conduit par le Premier ministre, nommé par le président de la République. Après le coup d'État de 1992 et un hiatus constitutionnel, la première constitution moderne de la Géorgie, adoptée le 24 août 1995, ne fait aucune référence au gouvernement en tant que pouvoir distinct; tout le pouvoir exécutif est exercé par le président par l'intermédiaire de ministres nommés. L'amendement constitutionnel de février 2004 rétablit la position du Premier ministre et du gouvernement de la Géorgie responsables devant le président et le parlement, mais les institutions relèvent toujours d'un régime présidentiel. Après une série d'amendements adoptés entre 2010 et 2018, la Géorgie se transforme en démocratie parlementaire dans laquelle la plupart des pouvoirs exécutifs du président de la République sont conférés au Premier ministre et au gouvernement, tandis que le président demeure un chef d'État cérémonial et le commandant en chef des armées. 

## Cadre constitutionnel

### Composition
Le gouvernement de la Géorgie se compose d'un Premier ministre et de ministres. Le Premier ministre est le chef du gouvernement. Outre les ministres - qui sont responsables des ministères et qui gèrent un secteur spécifique de l'administration publique - un ou plusieurs ministres d'État peuvent être introduits dans le gouvernement pour superviser les tâches particulièrement importantes du gouvernement. La Constitution interdit à un membre du gouvernement d'exercer toute autre fonction, sauf dans un parti politique, d'être engagé dans des activités entrepreneuriales ou de recevoir une rémunération pour toute autre activité, à l'exception des activités universitaires et d'enseignement.  Le gouvernement assure sa représentation dans les subdivisions administratives du pays en désignant un représentant de l'État ou un gouverneur. 
Le chef du gouvernement de la Géorgie est le Premier ministre, qui nomme et révoque les ministres et assigne les fonctions de vice-Premier ministre à l'un des membres du gouvernement. Le Premier ministre et le gouvernement sont responsables devant le Parlement de Géorgie.

### Vote de confiance
Une fois que le Parlement nouvellement élu a pleinement pris ses pouvoirs, le gouvernement abandonne ses pouvoirs au Parlement et continue à exercer ses fonctions jusqu'à la nomination d'un nouveau Premier ministre. En cas de démission du Premier ministre ou de révocation de leur mandat, le gouvernement continue d'agir jusqu'à la nomination d'un nouveau Premier ministre. Dans les deux cas, dans les deux semaines, le Parlement doit se prononcer sur le gouvernement proposé par un candidat au poste de Premier ministre nommé par le parti politique qui a obtenu les meilleurs résultats aux élections législatives. Une majorité du total des membres du Parlement est nécessaire pour passer un vote de confiance.
Si le vote de confiance du Parlement n'est pas adopté dans le délai imparti, le Président géorgien le dissout au plus tôt deux semaines et au plus tard trois semaines après l'expiration du délai respectif, et convoque des élections législatives extraordinaires. Dans les deux jours suivant un vote de confiance à l'égard du gouvernement, le président géorgien nomme un premier ministre. Le Premier ministre nomme ensuite dans les deux jours de leur nomination. Si le président ne nomme pas le Premier ministre dans les délais impartis, il est alors considéré comme nommé.

### Vote de défiance
Un vote de censure envers le gouvernement peut être organisé si la motion est proposée par plus du tiers du nombre total des députés. Parallèlement à une motion de censure, les initiateurs proposent un candidat au poste de Premier ministre et ce dernier propose un nouveau gouvernement. Si le Parlement n'adopte pas un vote de censure à l'égard du gouvernement, les mêmes membres du Parlement n'ont pas le droit de proposer un vote de censure dans les six prochains mois.  Un vote de confiance peut également être initié par le Premier ministre. Une question de confiance est mise aux voix au plus tôt le septième jour et au plus tard le quatorzième jour après sa présentation. Si le gouvernement ne parvient pas à obtenir un vote de confiance du Parlement, le président géorgien le dissout et convoque des élections législatives extraordinaires.

## Gouvernement actuel
| Fonction                                                                         | Titulaire | Titulaire            | Parti |
| -------------------------------------------------------------------------------- | --------- | -------------------- | ----- |
| Premier ministre                                                                 |           | Irakli Garibachvili  | KO-DS |
| Vice-Première ministre Ministre de la Culture, des Sports et de la Jeunesse      |           | Thea Tsulukiani      | KO-DS |
| Vice-Premier ministre                                                            |           | Levan Davitachvili   | KO-DS |
| Ministre des Finances                                                            |           | Lasha Khutsishvili   | KO-DS |
| Ministre des Affaires étrangères                                                 |           | Ilia Dartchiachvili  | KO-DS |
| Ministre de la Justice                                                           |           | Rati Bregadze        | KO-DS |
| Ministre du Développement régional et des Infrastructures                        |           | Irakli Karseladze    | KO-DS |
| Ministre de l'Économie et du Développement durable                               |           | Levan Davitachvili   | KO-DS |
| Ministre des Déplacés internes, de la Santé, du Travail et des Affaires sociales |           | Zourab Azarachvili   | KO-DS |
| Ministre de l'Intérieur                                                          |           | Vakhtang Gomelaouri  | KO-DS |
| Ministre de la Défense                                                           |           | Juansher Burchuladze | KO-DS |
| Ministre de l'Éducation, de la Science, de la Culture et des Sports              |           | Mikheïl Tchkhenkeli  | KO-DS |
| Ministre de la Protection de l'environnement et de l'Agriculture                 |           | Otar Shamugia        | KO-DS |
| Ministre d'État pour la Réconciliation et l'Égalité civile                       |           | Tea Akhvlediani      | KO-DS |